# 1988 LH
1988 LH är en asteroid i huvudbältet som upptäcktes den 14 juni 1988 av det nyzeeländska astronomparet Pamela M. Kilmartin och Alan C. Gilmore vid Mount John University Observatory.
Asteroiden har en diameter på ungefär 8 kilometer.